# Desenka Vukasović de Draksler
Desenka Vukasović de Draksler (1935.) je čilska književnica i prevoditeljica hrvatskog podrijetla. Piše pjesme. Živi na Ognjenoj Zemlji.
Svoje je zbirke objavila 1980-ih u Punta Arenasu. Djela su joj nagrađivana i prevođena. Ušla je u zbirku World Poetry. 200. je godine proglašena Ženom godine. U njenim se pjesmama nazire hrvatska tematika. Opjevava Hrvate došljake koji su s nadama došli u Čile.